# Codecademy
Codecademy是一个在线交互式网站平台，它提供免费编程课堂，其编程语言包括例如Python、JavaScript和Ruby，也包括置标语言例如HTML和CSS。据报道，2011年11月，Codecademy上有超过550,000用户完成了六百万个编程练习。 许多知名媒体和网站，例如纽约时报和TechCrunch都给予了Codecademy网站良好的报道和评论。

## 历史
Codecademy由Zach Sims和Ryan Bubinski创建于2011年。  从哥伦比亚大学毕业的Bubinski获得了计算机科学和生物物理学的学位，和从哥伦比亚大学已辍学的Sims共同专注于这个风投企业。 Codecademy公司坐落于纽约市，在2011年十月A轮融资了二百五十万美元，以及2012年六月B轮融资了一千万美元。 最后一轮的注资是由Index Ventures启动的。目前 Codecademy 主要专注于网页前端开发。

## 竞争对手
除了Codecademy外, 许多其它公司已进入了提供在线编程学习资源和其他科技话题的市场。其中的一些公司包括：
- Udemy（页面存档备份，存于）
- Dev Bootcamp
- LearnStreet
- Udacity
- Code School（页面存档备份，存于）
- Google Code University（页面存档备份，存于） (retiring in early 2013 - users are referred by Google to the University Consortium（页面存档备份，存于） on Google Developers)
- W3Schools
- Coursera

## 参照
1. ↑  . Codecademy.   [2012-08-04]. （原始内容存档于2019-01-07）.
2. ↑  Indvik, Lauren. . Mashable. Mashable.   [30 December 2012]. （原始内容存档于2019-01-07）.
3. 1 2  Wortham, Jenna. . New York Times.   [26 July 2012]. （原始内容存档于2019-01-07）.
4. ↑  Cincaid, Jason. . TechCrunch.   [26 July 2012]. （原始内容存档于2019-01-07）.
5. 1 2  . Inc.com. 2012-07-02  [2012-08-13]. （原始内容存档于2012-08-03）.
6. ↑  Segall, Laurie. . Money.cnn.com. 2011-11-29  [2012-08-13]. （原始内容存档于2019-01-07）.
7. ↑  .   [2015-03-11]. （原始内容存档于2015-03-09）.
8. ↑  Wortham, Jenna. . Bits.blogs.nytimes.com. 2011-10-27  [2012-08-13]. （原始内容存档于2019-01-07）.
9. ↑  Colao, JJ. . Forbes.com. 2012-06-19  [2012-12-31]. （原始内容存档于2019-01-07）.
10. ↑  LearnStreet teaches newbies how to code （页面存档备份，存于）. Silicon Valley / San Jose Business Journal. October 5, 2012.